# Willy Beutz
Willy Beutz (* 4. März 1912 in Rüstringen; † 11. Mai 1986 in Wilhelmshaven) war ein deutscher Kaufmann und Mäzen.

## Leben
Beutz wurde nach seiner Tätigkeit im Bankfach und als Marine-Oberrechnungsführer (1936–1945) am 1. Oktober 1945 Mitinhaber und ab 1. Februar 1946 Alleininhaber des Friesen-Presse-Vertriebs. Er gründete darüber hinaus 1957 den Friesen-Verlag neu. 
Als Vorsitzender der „Unabhängigen Wählergemeinschaft“ war er von 1960 bis 1972 Mitglied des Rates der Stadt Wilhelmshaven.
Von 1945 bis 1982 war Beutz Leiter der Niederdeutschen Bühne „Rüstringen“, die heute Theater am Meer heißt. Von 1961 bis 1980 war er Präsident (von 1980 bis 1986 Ehrenpräsident) der Landesgruppe Niedersachsen-Bremen des Niederdeutschen Bühnenbundes. Der Bund hat zur Aufgabe, mittels des niederdeutschen Theaterspiels die Pflege und den Erhalt der niederdeutschen Sprache zu fördern. Er regte daher Aus- und Fortbildungsmaßnahmen für Atem und Phonetik, Beleuchtung, Bühnenbildgestaltung und -bau, Dramaturgie, Schminken und Maske, Regie, Gesang und Schauspiel an. Zur Verbesserung der darstellerischen Qualität wurde zusätzlich die Verpflichtung von Berufsregisseuren an dem den Bund angeschlossenen Theatern und Bühnen gefördert.
Ab 1972 gehörte er dem Beirat des Instituts für Niederdeutsche Sprache in Bremen ebenso an, wie der Bevensen-Stiftung.
Ab 1982 war er Vorsitzender des Kuratoriums des Richard-Ohnsorg-Preises.
Er erhielt 1972 das Verdienstkreuz 1. Klasse des Niedersächsischen Verdienstordens, 1978 die Goldene Anton-Günther-Gedenkmedaille der Oldenburgischen Landschaft, 1982 die Ehrennadel in Gold und Brillanten des Niederdeutschen Bühnenbundes Niedersachsen-Bremen und die Goldene Gedenkmünze des Niederdeutschen Bühnenbundes Schleswig-Holstein.

## Willy-Beutz-Schauspielpreis
Beutz stiftete 1975 den Willy-Beutz-Preis zur Förderung des Niederdeutschen Schauspiels, ein Wanderpreis verbunden mit einem Geldbetrag.

## Hörspiele (Sprecher)
- 1951: Friedrich Lindemann: De Nobiskroog. Eine plattdeutsche Funkballade – Regie: Fritz Börner
- 1951: Hans Ehrke: Füer – Regie: Walter A. Kreye
- 1951: Karl Gustav Freese: Narre Dood. Ein niederdeutsches Märchen – Regie: Eberhard Freudenberg
- 1951: Karl Hermann Cordt: De Galgenvogel. Eine buntbewegte Funkkomödie – Regie: Fritz Börner
- 1951: Rudolf Kinau: Dick van Daak. Ein plattdeutsch Hörspiel – Regie: Eberhard Freudenberg
- 1951: Gorch Fock: Doggerbank – Regie: Eberhard Freudenberg
- 1951: Erich Hagemeister: De Lantüchtenstried. Eine geschichtliche Komödie aus der Schwedenzeit – Regie: Fritz Börner
- 1952: Heinrich Schmidt-Barrien: Twüschen em un ehr. Eine Komödie um ein sehr aktuelles Thema – Bearbeitung und Regie: Walter A. Kreye
- 1952: Ingeborg Andresen: Use olen Dage – Bearbeitung und Regie: Eberhard Freudenberg
- 1952: Karl Hermann Cordt: Schoster Knackstäbel. Ein Spiel aus der Altstadt – Regie: Hans Robert Helms
- 1952: Albert Mähl: De verlaren Söhn. Ein Spiel um die Heimkehr Fritz Reuters – Regie: Walter Bäumer
- 1953: Heinrich Behnken: Dat Düwelsbook – Regie: Heinz Kottkamp
- 1954: Ivo Braak: Teihn Jahr un dree Daag. Ein Spiel aus unserer Zeit – Bearbeitung und Regie: Eberhard Freudenberg
- 1955: Wilhelmine Siefkes: Bröders. Ein niederdeutsches Märchenspiel – Regie: Hans Robert Helms